# Geordie Shore
Geordie Shore ist eine britische Reality-TV-Sendung, die auf MTV ausgestrahlt wird und das Zusammenleben von jungen Briten in der Region Tyneside aufzeigt. Der Aufzeichnungsort ist die Stadt Newcastle upon Tyne. Die Sendung ist ein Ableger der amerikanischen Version Jersey Shore und hatte ihre Premiere am 24. Mai 2011.
Geordie ist ein Spitzname für die in der Region Tyneside in Nordost-England lebenden Menschen.

## Staffeln
| Jahr | St. | Ep.    | Ort (Hauptsächlich)    | Premiere (UK)       | Zuschauer (UK) |
| ---- | --- | ------ | ---------------------- | ------------------- | -------------- |
| 2011 | 1   | 6 (+2) | Newcastle, England     | 24. Mai – 12. Juli  | 631.000        |
| 2012 | 2   | 8      | Newcastle, England     | 31. Jan. – 3. Apr.  | 617.000        |
| 2012 | 3   | 8      | Cancún, Mexiko         | 26. Juni – 28. Aug. | 882.000        |
| 2012 | 4   | 8      | Newcastle, England     | 6. Nov. – 18. Dez.  | 994.000        |
| 2013 | 5   | 8      | Newcastle, England     | 19. Feb. – 16. Apr. | 908.000        |
| 2013 | 6   | 8      | Sydney, Australien     | 9. Juli – 27. Aug.  | 1.038.000      |
| 2013 | 7   | 6      | Newcastle, England     | 17. Sep. – 22. Okt. | 1.040.000      |
| 2014 | 8   | 8      | Newcastle, England     | 22. Juli – 9. Sep.  | 1.075.000      |
| 2014 | 9   | 8      | Newcastle, England     | 28. Okt. – 16. Dez. | 936.000        |
| 2015 | 10  | 8      | Newcastle, England     | 7. Apr. – 26. Mai   | 900.000        |
| 2015 | 11  | 10     | Zante, Griechenland    | 20. Okt. – 22. Dez. | 1.149.000      |
| 2016 | 12  | 8      | Newcastle, England     | 15. März – 3. Mai   | 1.237.000      |
| 2016 | BB  | 6      | Newcastle, England     | 10. Mai – 14. Juni  | 1.195.000      |
| 2016 | 13  | 10     | Verschiedene           | 25. Okt. – 20. Dez. | 952.000        |
| 2017 | 14  | 12     | Newcastle, England     | 28. März – 13. Juni | 867.000        |
| 2017 | 15  | 9      | Newcastle, England     | 29. Aug. – 17. Okt. | 553.000        |
| 2018 | 16  | 10     | Newcastle, England     | 9. Jan. – 13. März  | 602.000        |
| 2018 | 17  | 12     | Gold Coast, Australien | 15. Mai – 31. Juli  | 469.000        |
| 2018 | 18  | 10     | Newcastle, England     | 16. Okt. – 18. Dez. | 416.000        |
| 2019 | 19  | 10     | Newcastle, England     | 9. Apr. – 11. Juni  | 351.000        |
| 2019 | 20  | 10     | Newcastle, England     | 29. Okt. – 24. Dez. | 279.000        |
| 2020 | 21  | 8      | Newcastle, England     | 28. Juli – 15. Sep. | 239.000        |

## Besetzung
| Darsteller      | Hauptrolle    | Gastauftritt | Auftritte pro Folge | Zeitraum (HR)    |
| --------------- | ------------- | ------------ | ------------------- | ---------------- |
| James Tindale   | 1–10, BB, 20– | 15, 18       | 96                  | 2011–2016, 2019– |
| Nathan Henry    | 10–           |              | 122                 | 2015–            |
| Chloe Ferry     | 10–           |              | 121                 | 2015–            |
| Abbie Holborn   | 14–18, 20–    | 19           | 75                  | 2017–            |
| Beau Brennan    | 19–           |              | 28                  | 2019–            |
| Bethan Kershaw  | 19–           | 15           | 28                  | 2019–            |
| Amelia Lily     | 21–           |              | 8                   | 2020–            |
| Anthony Kennedy | 21–           |              | 8                   | 2020–            |
| Louis Shaw      | 21–           |              | 5                   | 2020–            |

| Darsteller                  | Hauptrolle  | Gastauftritt | Auftritte pro Folge | Zeitraum (HR)        |
| --------------------------- | ----------- | ------------ | ------------------- | -------------------- |
| Gaz Beadle                  | 1–15        |              | 131                 | 2011–2017            |
| Holly Hagan                 | 1–13, 17–18 |              | 125                 | 2011–2016, 2018–2019 |
| Sophie Kasaei               | 1–7, BB–19  |              | 120                 | 2011–2013 2016–2019  |
| Charlotte Crosby            | 1–BB        |              | 98                  | 2011–2016            |
| Vicky Pattison              | 1–9         |              | 65                  | 2011–2014            |
| Jay Gardner                 | 1–3, BB     | 6–7          | 33                  | 2011–2012 2016       |
| Greg Lake                   | 1           |              | 8                   | 2011                 |
| Riccardo „Ricci“ Guarnaccio | 2–5, BB     |              | 33                  | 2012–2013 2016       |
| Rebecca „Becca“ Walker      | 2–3         |              | 16                  | 2012                 |
| Scott Timlin „Scotty T“     | 4–15, 18–19 |              | 101                 | 2012–2019            |
| Daniel „Dan“ Thomas-Tuck    | 4–5, BB     |              | 20                  | 2012–2013 2016       |
| Marnie Simpson              | 7–16        | 1            | 87                  | 2013–2018            |
| Aaron Chalmers              | 8–16        | 2, 18        | 84                  | 2014–2018            |
| Kyle Christie               | 8–11, BB    | 13, 18       | 34                  | 2014–2016            |
| Martin „Marty“ McKenna      | 12–15       |              | 35                  | 2016–2017            |
| Chantelle Connelly          | 12–13       |              | 19                  | 2016                 |
| Sarah Goodhart              | 14          |              | 12                  | 2017                 |
| Zahida Allen                | 14          | 8            | 12                  | 2017                 |
| Elletra Lamborghini         | 14          | 15           | 7                   | 2017                 |
| Sam Bentham                 | 14          | 12           | 7                   | 2017                 |
| Eve Shannon                 | 14          | 18           | 6                   | 2017                 |
| Billy Phillips              | 14          | 20           | 5                   | 2017                 |
| Chelsea Barbaer             | 14          |              | 2                   | 2017                 |
| Sam Gowland                 | 16–20       |              | 50                  | 2018–2019            |
| Stephanie „Steph“ Snowden   | 16          |              | 10                  | 2018                 |
| Alex MacPherson             | 17, 18, 19  |              | 20                  | 2018–2019            |
| Adam Guthrie                | 17–18       | 19–20        | 20                  | 2018                 |
| Nick Murdoch                | 17          |              | 12                  | 2018                 |
| Dee Nguyen                  | 17          |              | 12                  | 2018                 |
| Grant Molloy                | 17          |              | 6                   | 2018                 |
| Chrysten Zenoni             | 17          |              | 5                   | 2018                 |
| Faith Mullen                | 18          |              | 10                  | 2018                 |
| Natalie Phillips            | 19–21       |              | 26                  | 2019–2020            |
| Tahlia Chung                | 19–20       |              | 20                  | 2019                 |